# Pena di morte a Cuba
La pena di morte a Cuba è tuttora valida nel paese, ma sospesa, come ribadito dall'ex presidente cubano Raúl Castro nel 2013 in un suo intervento pubblico. Il tipico metodo di esecuzione è la fucilazione.
Il codice penale cubano prevede la pena di morte in 112 casi, di cui 33 per reati comuni. Sono considerati passabili con la condanna reati come quelli contro la sicurezza interna ed esterna dello Stato; i "crimini contro la pace e le leggi internazionali"; gli atti contro la sicurezza dello Stato (come la violazione del territorio cubano da parte dei membri di un equipaggio aereo o navale, la pirateria, lo spionaggio e il tradimento); i crimini contro lo "sviluppo normale delle relazioni sessuali" e contro la famiglia, l'infanzia o la gioventù (per esempio, la violenza carnale sui minori di 12 anni o che abbia come risultato malattie o ferite, la pederastia con violenza su vittime inferiori ai 14 anni).
Le ultime esecuzioni sull'isola caraibica avvennero nel 2003, quando furono uccisi tre uomini accusati di aver dirottato una nave per poter fuggire negli Stati Uniti e che avevano minacciato di uccidere degli ostaggi.
Le ultime condanne a morte sono state commutate in altre pene nel 2010.